# Ordre de préséance au Qatar
 (décembre 2015).
Si vous disposez d'ouvrages ou d'articles de référence ou si vous connaissez des sites web de qualité traitant du thème abordé ici, merci de compléter l'article en donnant les références utiles à sa vérifiabilité et en les liant à la section « Notes et références ».
L’ordre de préséance au Qatar est une hiérarchie symbolique définissant l'ordre des officiels du gouvernement du Qatar lors des cérémonies protocolaires.
L'ordre est institué par Khalifa ben Hamad al-Thani. 

## Ordre de préséance
Au Qatar, lorsque les membres des corps et les autorités assistent aux cérémonies publiques, ils y prennent rang dans l'ordre de préséance suivant :
1. L'émir du Qatar ;
2. Le Premier ministre ;
3. Le prince héritier ;
4. Le fils cadet de l'émir ;
5. Les anciens émirs dans l'ordre de préséance déterminé par l'ancienneté de leur prise de fonctions ;
6. Le gouvernement dans l'ordre de préséance arrêté par l'émir ;
7. Les anciens premiers ministres dans l'ordre de préséance déterminé par l'ancienneté de leur prise de fonctions.